# 2MASS J08203013+1037372
2MASS J08203013+1037372 ist ein Brauner Zwerg im Sternbild Krebs. Er wurde 2006 von Kuenley Chiu et al. entdeckt. Er gehört der Spektralklasse L9,5 an.